# Škoda 860

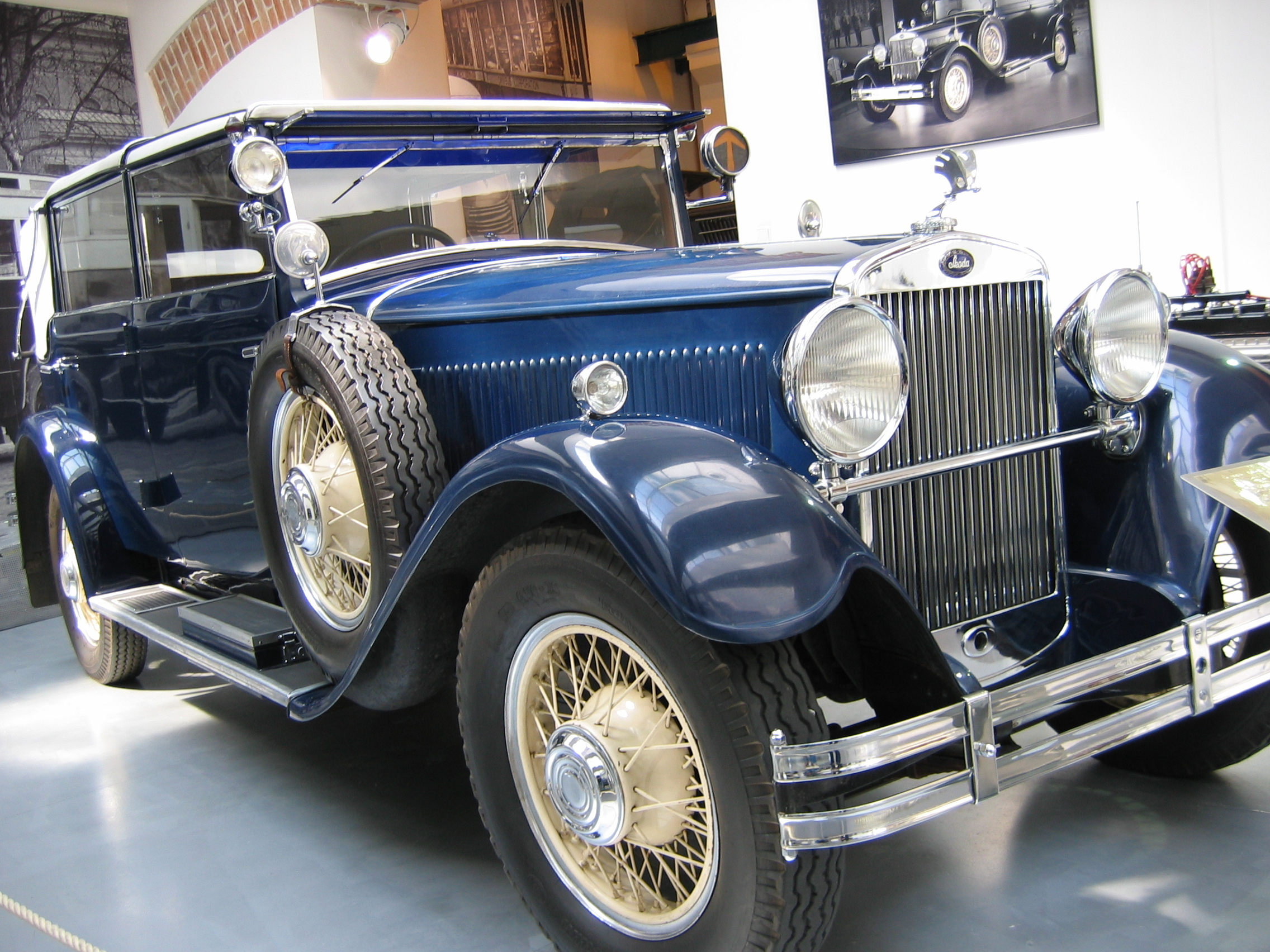
Škoda 860

De Škoda 860 is een personenauto die in 1929 voor het eerst getoond werd op de Prague Autosalon en tussen 1929 en 1933 werd geproduceerd door het Tsjechische automerk Škoda.
De 860 was in zijn tijd een luxeauto met een van hout en staal geproduceerd ladder type chassis. De auto werd geleverd als limousine of cabriolet. De 860 was het eerste model van Škoda met een achtcilinder motor, deze motor was gemaakt van twee viercilinder inlijn motoren. De cijfers '860' geven technische data van de auto weer, namelijk de '8' voor het aantal cilinders en de '60' voor het vermogen van 60 pk (44 kW).

## Verkoopcijfers

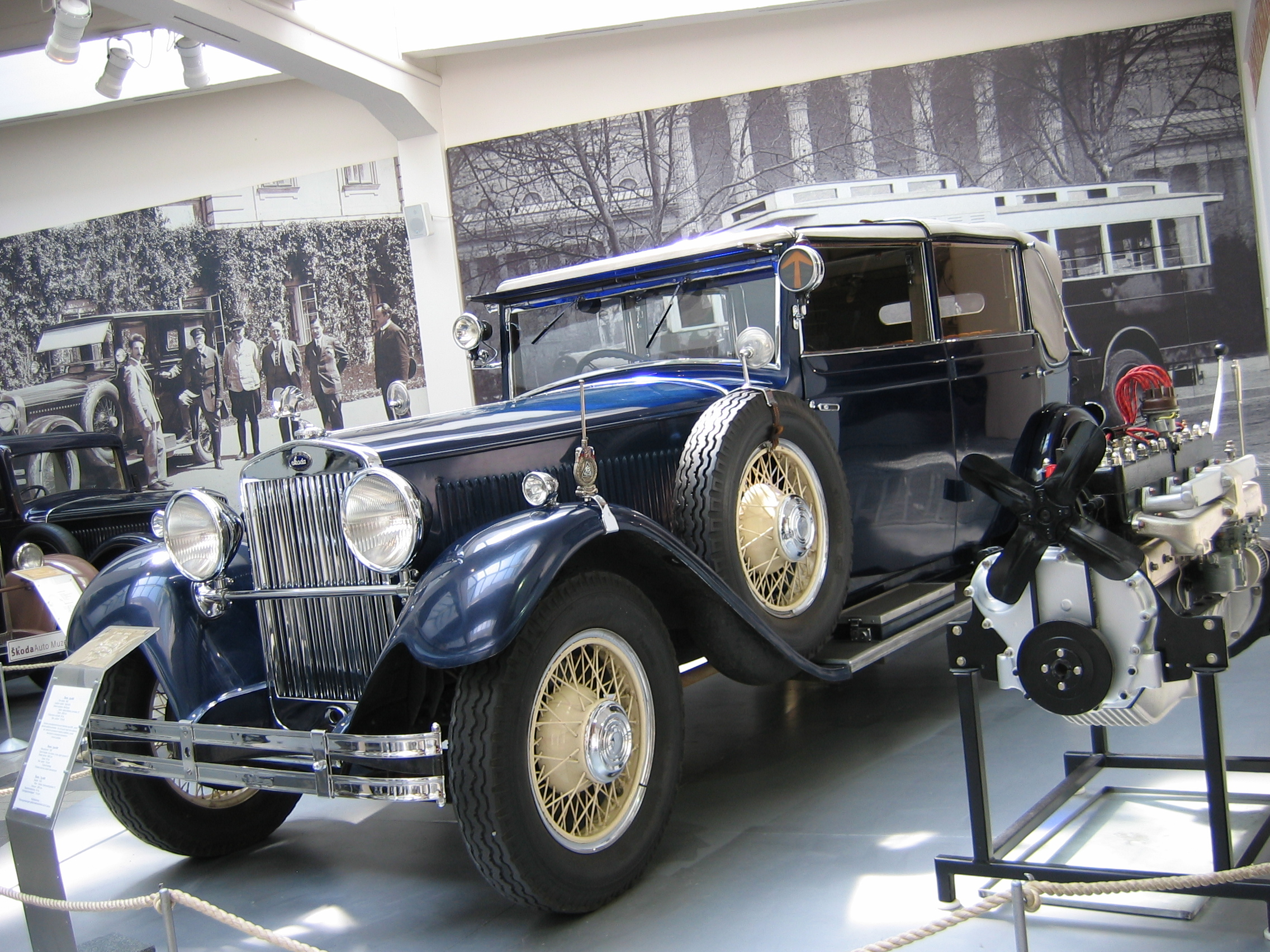
Škoda 860

Hoewel er een totaal van ongeveer 100 modellen is gemaakt, zijn er in totaal maar 49 modellen van de Škoda 860 verkocht. Van deze verkochte modellen waren vier in de cabriolet vorm. De limousine werd voor een in die tijd hoge prijs van 127.000,- CZK (Tsjechische kronen) verkocht, en de cabriolet werd verkocht voor 140.000,- CZK.